# Jón Arason

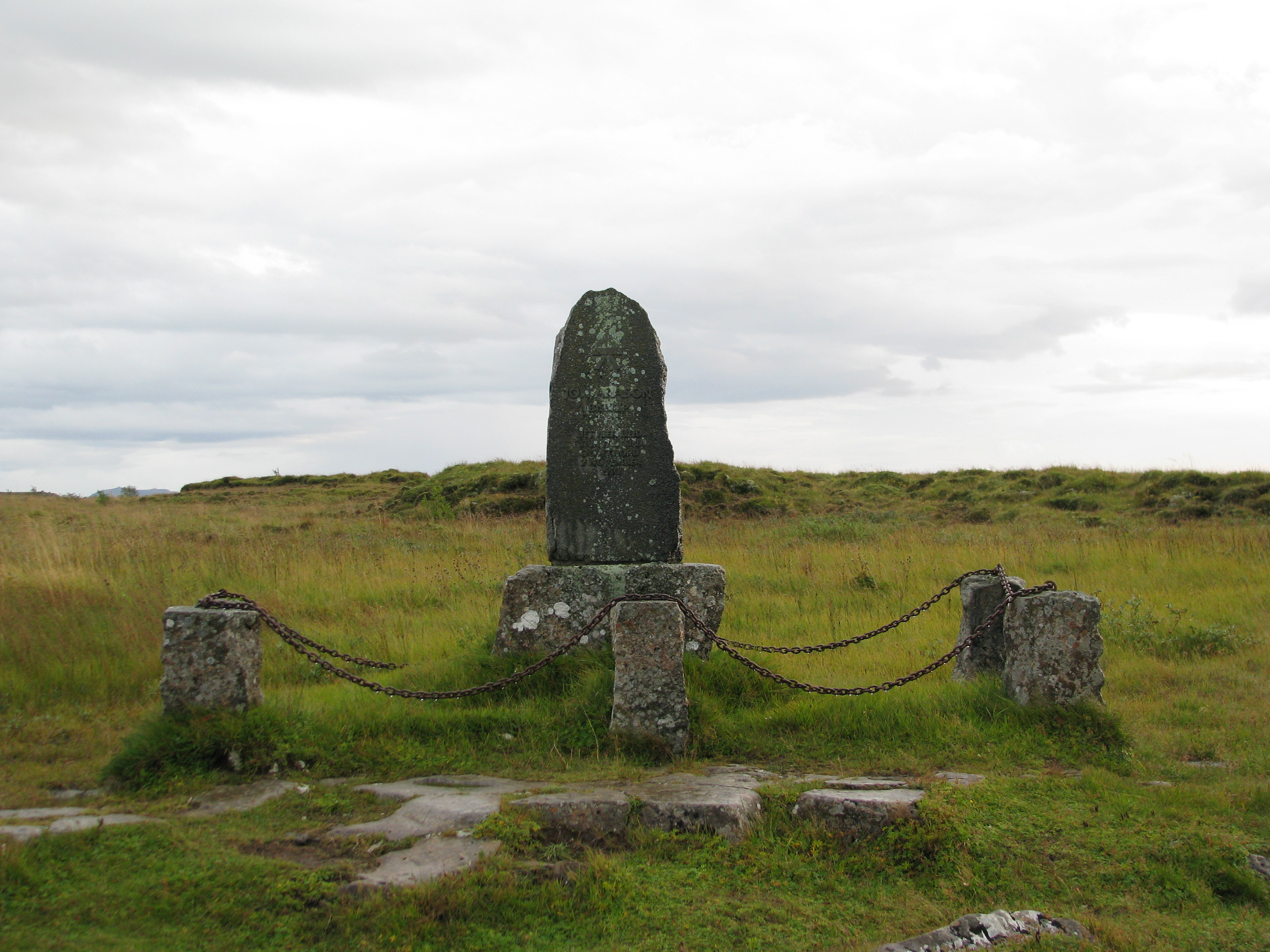
Jón Arason emlékműve Skálholtban

Jón Arason (Grýta, 1484 telén? – Skálholt, 1550. november 7.)  izlandi költő, római katolikus püspök, az izlandi könyvnyomtatás elindítója. Mint Izland utolsó katolikus püspöke, 1550-ben a skálholti székesegyházban halt mártírhalált az erőszakos evangélikus térítésnek ellenállva.

## Életpályája
Szegény családba született. Édesapja korán meghalt, így kemény fizikai munkát végezve gyűjthetett csak össze annyi pénzt, hogy tanulni kezdhessen a munkaþverái kolostorban. 1504 körül szentelték fel. A közeli Hólar település püspöke, Gottskálk Nikulásson támogatásával két norvég hittérítő misszión is részt vett, és befolyása egyre növekedett. 1521-ben Gottskálk püspök halála után ő került az Izland északi feléért felelős püspöki székbe. Mivel az országban a papi nőtlenség sosem vált gyakorlattá, Jón családot alapított. Két fiának és feleségének megélhetéséért mindent megtett.
A lutheri evangélikus reformáció hatására Dánia szekularizálta a norvég katolikus templomok és kolostorok vagyonát és jövedelmeit, így átvette Norvégia irányítását, valamint kötelezővé tette az Ágostai hitvallást. Izland a 13. századtól kompromisszumosan a norvég érsekség alá tartozott, így a III. Keresztély dán király ugyanezt követelte ettől az országtól is. A dél-izlandi püspökség behódolt, ám a Jón Arason vezette északi éveken keresztül eredményesen ellenállt, ehhez a III. Pál pápa és V. Károly német-római császár segítségét is igénybe véve. 1550-ben azonban árulás és a fegyveres túlerő miatt Jón az ellenség kezére került. November 7-én két fiával együtt hazaárulás vádjával lefejezték a skálholti székesegyházban, ami azóta is üres.

## Munkássága
Jón Arason mind egyházi, mind világi költeményei irodalmi jelentőséggel bírnak, kora egyik legkiemelkedőbb költője volt. Vallásos költeményei hagyományos és az új versformákat ötvözik, ezek némelyike még az évtizedekkel később megjelent lutheri gyűjteményekben is megtalálható: ilyen például a Píslargátr (magyarul „Mártírsirámok”), vagy a Ljómur (magyarul „Sugarak”) című műve is. Legtöbbet idézett világi művei rövid, alkalmi négysoros gúnyversei, valamint ő alkotta a reneszánsz hatására az első izlandi állatverset is. A néhány kutató más szerzők nevével jelzett műveket is Jón Arasonnak tulajdonít.
Arason nevéhez fűződik az izlandi könyvnyomtatás elindítása, hiszen ő alapította az első izlandi nyomdát, 1529 és 1530 között, így művelődéstörténeti jelentősége is kiemelkedő. Elképzelései között a katolikus Biblia izlandi nyelvre történő lefordítása is szerepelt.
Izlandon népi hősként tisztelik, sorsát többen is feldolgozták, például Matthías Jochumsson egyik drámájában, illetve Gunnar Gunnarsson egy regényében.